# Фарнборо (футбольный клуб)
«Фарнборо» (англ. Farnborough F.C.) — английский футбольный клуб из города Фарнборо, в графстве Хэмпшир. Образован в 2007 году, домашние матчи проводит на стадионе Черривуд Роуд.

## История выступлений
| Сезон   | Лига | Дивизион                    | Место | Квалификация                                             |
| ------- | ---- | --------------------------- | ----- | -------------------------------------------------------- |
| 2007/08 | 8    | Южная Лига Юг и Запад       | 1-е   | Выход в Премьер-дивизион                                 |
| 2008/09 | 7    | Южная лига Премьер-дивизион | 2-е   | Вылет в плей-офф                                         |
| 2009/10 | 7    | Южная лига Премьер-дивизион | 1-е   | Выход в Южную Конференцию                                |
| 2010/11 | 6    | Южная Конференция           | 2-е   | Вылет в плей-офф                                         |
| 2011/12 | 6    | Южная Конференция           | 16-е  |                                                          |
| 2012/13 | 6    | Южная Конференция           | 13-е  |                                                          |
| 2013/14 | 6    | Южная Конференция           | 16-е  |                                                          |
| 2014/15 | 6    | Южная Конференция           | 20-е  | Вылет в Премьер-дивизион Истмийской лиги                 |
| 2015/16 | 7    | Истмийская Премьер-лига     | 18-е  | Вылет в Первый Центральный дивизион Южной лиги           |
| 2016/17 | 8    | Первый Центральный дивизион | 2-е   | Победители плей-офф, выход в Премьер-дивизион Южной лиги |
| 2017/18 | 7    | Южная лига Премьер-дивизион | 20-е  |                                                          |
| 2018/19 | 7    | Южная лига Премьер-дивизион | 9-е   |                                                          |
| 2019/20 | 7    | Южная лига Премьер-дивизион | 12-е  | Сезон не доигран из-за COVID-19                          |
| 2021/22 | 7    | Южная лига Премьер-дивизион | 3-е   | Победители плей-офф, выход в Южную Национальную лигу     |
| 2022/23 | 6    | Южная Национальная лига     | 12-е  |                                                          |
| 2023/24 | 6    | Южная Национальная лига     | 8-е   |                                                          |
| 2024/25 | 6    | Южная Национальная лига     | 10-е  |                                                          |

## Достижения

### Достижения в лигах
- Южная Лига Юг и Запад
  - Победители (1): 2007-08
- Южная лига Премьер-дивизион:
  - Победители (1): 2009-10
  - Второе место (1): 2008-09
  - Третье место (1): 2021-22
- Южная Конференция:
  - Второе место (1): 2010-11
  - Кубок Хэмпшира:
  - Победители (1): 2021-22
  - Лучшая позиция в лиге: Второе место в Южной Конференции, 2010-11

- Лучшее выступление в Кубке Англии: 2-й раунд, 2023-24
- Лучшее выступление в ФА Трофи: Третий раунд, 2014-15